# Zdeněk Grygera
Zdeněk Grygera (Přílepy, 14. svibnja 1980.) umirovljeni je češki nogometaš, po poziciji branič.

## Klupska karijera

### Rana karijera
Grygera je svoju nogometnu karijeru započeo u Drnovicama, gdje je igrao dvije sezone prije prelaska u Prašku Spartu. U srpnju 2003. potpisao je za Ajax za 3,5 milijuna eura. Svoj prvi zgoditak za nizozemskog prvoligaša zabio je u rujnu 2004., u pobjedi od 5:0 nad Den Boschom. Ubrzo je postao i omiljen među navijačima nakon što je u nizozemskom derbiju (tzv. Klassieker) između Ajaxa i Feyenoorda iz Rotterdama, zabio gol za Ajax.

### Juventus
10. siječnja 2007. Ajaxov tehnički direktor, Martin Van Geel potvrdio je potpisivanje ugovora s Juventusom u lipnju 2007. godine. Transfer je dogovoren krajem sezone 2006./07., zbog skandala u talijanskoj Seriji A 2006. godine. Nakon četiri uspješne sezone u nizozemskoj Eredivisiji, u srpnju 2007. potpisao je za talijanskog prvoligaša. Prilikom potpisivanja ugovora izrazio je zadovoljstvo što će u klubu moći igrati sa svojim sunarodnjakom, Pavelom Nedvědom. Svoj prvijenac zabio je u utakmici protiv Genoe, gdje je osim što je zabio prvi gol, za drugi gol i konačnu pobjedu asistirao Davidu Trezeguetu. Uz prvijenac, najvrijedniji pogodak bio je onaj protiv Intera iz Milana u Talijanskom derbiju 18. travnja 2009.

### Fulham
U ljeto 2011. godine, Grygera je dobio ponudu produžetka ugovora u Juventusu, ali je 30. kolovoza 2011. otišao iz kluba i istoga dana potpisao za Fulham FC. U klubu je igrao pod brojem 26, a svoj prvi nastup ostvario je 15. rujna 2011. u Europskoj ligi protiv kluba FC Twente iz nizozemskog grada Enschede. Na utakmici protiv Tottenhama, 6. studenoga 2011., ozljedio je prednji križni ligament, zbog čega nije mogao igrati ostatak sezone.
Nakon oporavka, klupski menadžer Martin Jol rekao je da "očekuje da će se poboljšati do kraja kolovoza, jer ako se poboljša, zadržat ćemo ga."
6. prosinca 2012., Martin Jol je potvrdio raskid ugovora s Grygerom, koji je najavio odlazak iz engleskog nogometa.

## Reprezentativna karijera
Za češku nogometnu reprezentaciju igrao je na Europskom prvenstvu 2004. u Portugalu, Svjetskom prvenstvu 2006. u Njemačkoj i na Europskom prvenstvu 2008. u Austriji i Švicarskoj. Na Svjetskom prvenstvu 2006., asistirao je Janu Kolleru u prvoj češkoj utakmici na prvenstvu, u kojoj su nadvisili SAD s 3:0.
Na Europskom prvenstvu 2008., Grygera je na utakmici protiv domaćina Švicarske ušao u duel s Alexandrom Freijem, koji je u njemu ozljedio ligamente koljena. Zbog toga Frei više nije mogao igrati na turniru.
Za Češku je odigrao 6 od 10 utakmica tijekom kvalifikacija za Svjetsko prvenstvo u nogometu 2010., ali svojom igrom nije mnogo pomogao Češkoj. U listopadu 2009. odigrao je svoju posljednju, 65. utakmicu za reprezentaciju.

### Statistike
| Godina | Nastupi | Zgodici |
| ------ | ------- | ------- |
| 2001.  | 5       | 0       |
| 2002.  | 6       | 0       |
| 2003.  | 7       | 1       |
| 2004.  | 11      | 0       |
| 2005.  | 9       | 0       |
| 2006.  | 10      | 0       |
| 2007.  | 3       | 1       |
| 2008.  | 8       | 0       |
| 2009.  | 6       | 0       |
| Ukupno | 65      | 2       |

### Zgodici za reprezentaciju[14]
| #  | Nadnevak           | Stadion                | Protivnik | Rezultat | Zgoditak | Utakmica                                  |
| -- | ------------------ | ---------------------- | --------- | -------- | -------- | ----------------------------------------- |
| 1. | 12. veljače 2003.  | Saint-Denis, Francuska | Francuska | 0:1      | 0:2      | Prijateljska utakmica                     |
| 2. | 17. studenog 2007. | Letná, Prag            | Slovačka  | 1:0      | 3:1      | Kvalifikacije za Europsko prvenstvo 2008. |

## Nagrade i postignuća

### AC Sparta Prag
- Prva češka nogometna liga (2): 2000./01., 2002./03.

### AFC Ajax
- Eredivisie (1): 2003./04.
- KNVB Kup (2): 2005./06., 2006./07.

## Vanjske poveznice
- (engl.) Igračke statistike na soccerbase.com
- (engl.) Zdeněk Grygera  Arhivirana inačica izvorne stranice od 17. lipnja 2015. (Wayback Machine) na premierleague.com